# Медянський (Карсунський район)
Медянський (рос. Медянский) — селище в Карсунському районі Ульяновської області Російської Федерації.
Населення становить 3 особи. Входить до складу муніципального утворення Урено-Карлинське сільське поселення.

## Історія
Від 2004 року входить до складу муніципального утворення Урено-Карлинське сільське поселення.

## Населення
| 2010 |
| ---- |
| 3    |